# 橫濱環狀道路
橫濱環狀道路（横浜環状道路／よこはまかんじょうどうろ）是從神奈川縣横濱市金澤區的横濱横須賀道路釜利谷系統交流道經過榮區、鎌倉市、戶塚區、泉區、瀨谷區、旭區、綠區、都筑區，到鶴見區横羽線生麥系統交流道，計畫中之快速道路（自動車専用道路）。全線成環狀，距離横濱都心10～15公里，東側部分以既成的高速公路連接。因此，横濱環狀道路並非真正的環狀，而是C字型的道路。本道路由下列4條道路所構成。
- 橫濱環狀南線 : 釜利谷系統交流道～戶塚交流道（事業主體：東日本高速道路、國土交通省横濱國道事務所）
- 橫濱環狀道路西側區間 : 戶塚交流道～横濱港北系統交流道（計畫路線）
  - 橫濱環狀北西線（綠支線） : 橫濱青葉交流道～橫濱港北系統交流道（事業主體：橫濱市、首都高速道路）
- 橫濱環狀北線 : 橫濱港北系統交流道～生麥系統交流道（事業主体：首都高速道路）

## 交流道
皆為暫稱。
- 橫濱環狀南線
  - 釜利谷系統交流道 （連接横濱横須賀道路）
  - 公田交流道
  - 榮交流道、系統交流道（預定連接橫濱湘南道路）
  - 戶塚交流道（國道1號）
- 西側區間
  - （未定）
- 橫濱環状北西線（綠支線）
  - 橫濱青葉交流道、系統交流道（連接東名道）
  - 港北交流道、橫濱港北系統交流道（連接横濱環狀北線、第三京濱道路）
- 横濱環狀北線（橫濱北線）
  - 横濱港北系統交流道（連接橫濱環狀北西線、第三京濱道路）
  - 新橫濱出入口
  - 馬場出入口
  - 新生麥出入口
  - 生麥系統交流道（連接橫羽線/大黑線）

## 連接路線
- 横濱横須賀道路
- 横濱湘南道路（事業中）
- 武相幹線（計畫中）
- 保土谷繞道
- 東名高速公路
- 第三京濱道路
- 首都高速神奈川1號横羽線、首都高速神奈川5號大黑線

## 關連項目
- 關東地方道路列表

## 外部連結
- 横濱市道路局
  - 横浜環狀道路